# هافمن (فیلم)
هافمن (انگلیسی: Hoffman) یک فیلم است که در سال ۱۹۷۰ منتشر شد.